# James McIlroy
James McIlroy (ur. 7 grudnia 1977 w King’s Lynn, Norfolk) – brytyjski muzyk, kompozytor i gitarzysta, który spędził wraz z rodziną swoje dzieciństwo w Belgii. Mcilroy współpracował m.in. z zespołem muzycznym Cradle of Filth w latach 2003–2005 i 2009–2014. Muzyk gra na gitarze firmy Ibanez model JMC1 James McIlroy Custom. Używa ponadto wzmacniacza gitarowego Peavey 6505.

## Dyskografia
- Cradle of Filth – Nymphetamine (2004)
- Cradle of Filth – Peace Through Superior Firepower (2005)
- Chaosanct – I of Goliath (2008)
- March of the Titans – Gravil (2010)
- The Flesh – Order of Apollyon (2010)
- Cradle of Filth – Darkly, Darkly, Venus Aversa (2010)
- Gravil – Thoughts Of A Rising Sun (2013, gościnnie)